# Martina Piemonte
Martina Piemonte, född den 7 november 1997 i Ravenna, är en italiensk fotbollsspelare.

## Karriär
Martina Piemonte inledde sin seniorkarriär i ASD Riviera di Romagna Calcio år 2012. Hon har även spelat i Sevilla.  As Roma, Real Betis Féminas, ACF Fiorentina och AC Milan innan hon vävades av Everton LFC 2023. 2024 återvände hon till Italien för spel i SS Lazio. Hon har även representerat det italienska damlandslaget där hon debuterade år 2014.
Piemonte är i ett förhållande med tyska landslagsspelaren Lea Schüller.